# A23a

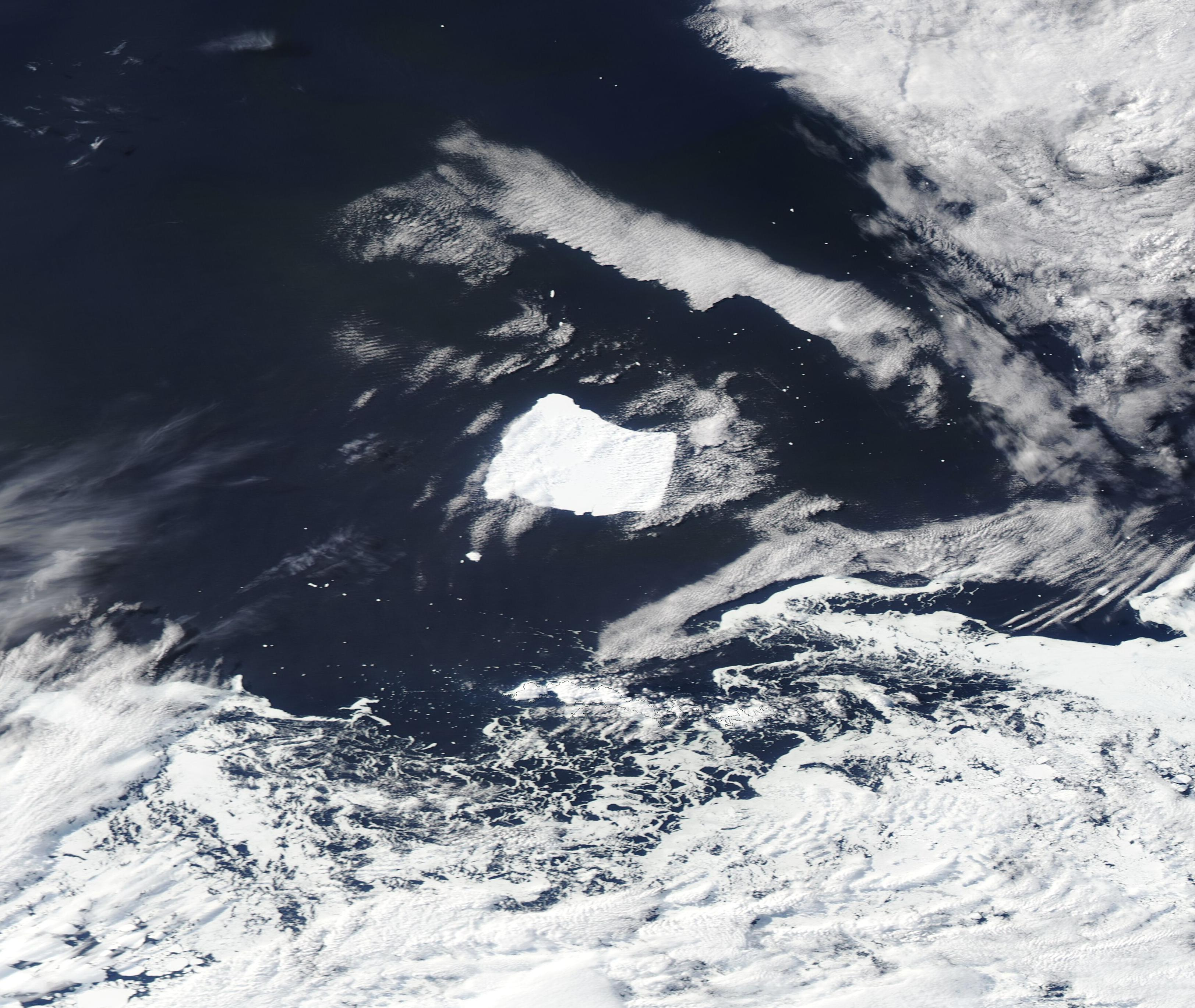
中分辨率成像光谱仪在2024年10月20日拍攝的A23a

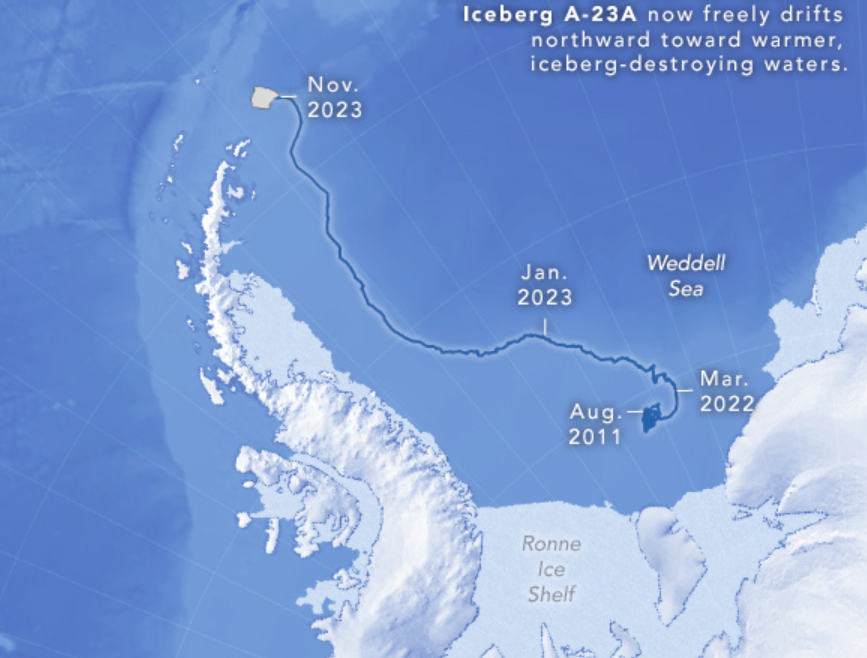
由美國太空總署地球觀測站在2023年末繪製的A23a漂流路徑圖

A23a是一座在1986年從南極洲菲爾希納-龍尼冰棚分裂出的大型桌狀冰山，之後長期被困在威德爾海的海床內，直到2020年才開始移動。截至2025年2月，該冰山的面積約為2616平方公里，是現今世上最大的冰山。在漂流的過程中，A23a會由於海水變暖的關係而逐漸融解，並釋出箇中的礦物粉塵。這些塵埃在冰山刮過南極洲岩床時生成，且是海洋食物鏈最基礎類別——浮游植物等生物的營養來源，同時還可像海綿一樣吸收大氣中的二氧化碳。

## 歷史
蘇聯的德魯日納亞一號站最初便設在菲爾希納-龍尼冰棚上，且冰山崩解時就位在其上。後來被剛好在周邊航行的「孔德拉季耶夫船長號」雜貨船（Kapitan Kondratyev）發現該研究站脫離南極洲後，蘇聯展開一連串救援行動，並在1987年於諾維吉亞岬附近重新建立新的「德魯日納亞三號站」。2023年11月，A23a被追蹤到已漂流到南極半島北端、茹安維爾群島的對開海域，正往南设得兰群岛喬治王島與象島之間的水道進發。英國南極勘測（RAS）的極地研究船「大衛·艾登堡爵士號」在一個月後的航行途中遭遇該冰山，此時它位於茹安維爾島東北方約90公里的海面上。艾登堡爵士號除了繞行A23a一圈外，也收集了其周圍的海水樣本。
2024年1月14日，Eyos Expeditions的影像製作人理查·賽迪（Richard Sidey）和研究隊隊長伊恩·斯特朗（Ian Strachan）用無人機記錄了A23a邊緣因海浪拍打而形成的冰拱群，其拍攝的照片和影片獲BBC和CNN等媒體轉載報導。該冰山在同年4月初進入俗稱「冰山巷」（Iceberg Alley）的南極繞極流範圍，且因泰勒柱效應的關係在距南極半島約604公里外，南奥克尼群岛附近皮里淺灘（Pirie Bank）的海底山上每天逆時針旋轉約15度。八個月後，BAS報稱它已脫離泰勒柱狀態，正開始往南冰洋以北方向漂流。他們同時預計A23a將順著南極繞極流漂向位在南大西洋的南佐治亞島，並在其對開海域內遇到更為溫暖的海水而分裂成較小的冰山。
截至2025年2月21日，A23a距南佐治亞島約230公里，並已分離出一名叫A23b的小冰山，但仍持續往該英國海外領土移動。如無意外的話，它將撞上並擱淺在南佐治亞島旁，同時可能以阻斷往返覓食地與棲息地的方式對島上的企鵝、海豹和海鳥聚落構成威脅。